# 本多助芳
本多 助芳（ほんだ すけよし）は、江戸時代前期から中期にかけての大名。出羽国村山藩の第2代藩主、越後国糸魚川藩主、信濃国飯山藩の初代藩主。官位は従五位下・若狭守。広孝系本多家5代。

## 生涯
寛文3年（1663年）5月、遠江国城東郡4560石の旗本である本多助久（本多忠利の長男）の次男として江戸にて誕生。寛文9年（1669年）6月17日に父・助久が死去したため、7月21日には跡を継いだ兄・利重により父の遺領のうち300石を分け与えられる。元禄元年7月29日、叔父である村山藩主・本多利長の養子となり、それまでの300石の領地は幕府に収められた。9月18日に初めて5代将軍・徳川綱吉に謁見する。
元禄5年（1692年）12月16日に養父・利長が死去し、元禄6年（1693年）2月18日に家督を継ぎ、名を利久と改める。元禄12年（1699年）6月に越後糸魚川藩に移封される。元禄13年（1701年）12月28日、先祖代々参加が認められていながら養父・利長が勘気を受けてから参加を認められなかった、謡初めへの参加が赦される。元禄14年（1702年）12月18日、従五位下若狭守に任ぜられる。享保2年（1717年）2月11日には1万石を加増されて2万石とされた上で、信濃飯山藩に移封され、名を助芳と改める。しかし千曲川の水害などもあって実収入は糸魚川より遥かに少なく藩財政は当初から苦しく、そのために領地替えなどの政治工作を行ない、享保9年（1724年）に実現し、3万5000石となる。
享保10年（1725年）4月14日に死去。享年63（満61歳没）。跡を3男・康明が継いだ。

## 系譜
父母
- 本多助久（実父）
- 本多利長（養父）

正室、継室
- 伊与、桂光院 ー 松平定重の養女（正室）
- 小笠原長重の養女（継室）

子女
- 本多康明（三男）生母は継室
- 本多助有（四男）生母は継室
- 本多彦次郎
- 本多豊次郎
- 戸田氏房正室後に伊東長丘継室
- 娘
- 松平直好正室
- 加納久武正室